# Aulacodes semicircularis
Aulacodes semicircularis là một loài bướm đêm trong họ Crambidae.